# Rosa Maria Labayen Coderch
Rosa Maria Labayen Coderch   (Sant Joan les Fonts, 1923 - Girona, 8 de desembre de 2024) va ser una activista cultural catalana, defensora del patrimoni de Girona.
Va créixer a Bonmatí, durant els seus anys d'institut feia el trajecte diari entre aquest poble i Girona.
Més endavant va optar per establir-se definitivament a la capital gironina. Filla de pare basc i mare de Sant Joan les Fonts es va sentir profundament arrelada a Girona. Va presidir l'Associació Amics de la Girona Antiga  durant més de 40 anys i va ser una de les impulsores de l'exposició Temps de Flors aconseguint que els veïns del Barri Vell, on residia a l’emblemàtica Casa Lleó Avinay obrissin els seus patis per enriquir l'exposició transformant-la en un esdeveniment popular i accessible a tothom.
El 2023, Labayen va celebrar els seus 100 anys. L'alcalde de Girona Lluc Salellas i la regidora Gemma Martínez van visitar-la per felicitar-la en nom de la ciutat. Durant la visita, li van lliurar una carta de felicitació i un ram de flors com a reconeixement a la seva tasca incansable en la preservació i promoció del patrimoni de Girona. Labayen va ser reconeguda per la seva important contribució mantenint-se amb gran vitalitat fins als 101 anys.